# Johann Wilhelm Gehring
Johann Wilhelm Gehring (* 1721; † 1. Februar 1787 in Rudolstadt) war ein deutscher Flötist und Fagottist. Von 1770 bis 1787 war er Kapellmeister der fürstlichen Hofkapelle in Rudolstadt.

## Leben und Wirken
Der 1721 geborene Johann Wilhelm Gehring war ein bedeutender Fagottist seiner Zeit. Bereits in jungen Jahren war er als Musiker im thüringischen Rudolstadt am Hof der Fürsten von Schwarzburg-Rudolstadt im Residenzschloss Heidecksburg tätig.
Als Zwanzigjähriger hielt sich Gehring 1741 zu Studienzwecken in Dresden auf. Finanziert hatte diesen Aufenthalt der Fürst von Schwarzburg-Rudolstadt.
Dieser hatte ihn im November 1741 aufgefordert, zu Weihnachten wieder nach Rudolstadt zurückzukehren, um seine bis dato gemachten Fortschritte unter Beweis zu stellen. Gehrings Antwortschreiben vom 25. November 1741, „dessen Schönschrift auf eine Kanzlistenausbildung Gehrings hindeuten könnte“, ist erhalten. Darin bittet er den Fürsten, für die Dauer der Opernsaison noch in Dresden bleiben zu dürfen, weil er sonst gerade die besten Aufführungen verpassen würde. Dies habe ihm auch Meister Pisendel empfohlen. Zudem wolle er gerne mit zusätzlichem Geld Musikalien für den Gebrauch in der Hofkapelle anschaffen.

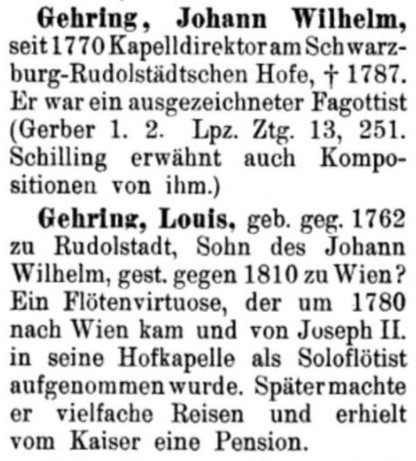
Johann Wilhelm Gehring und sein Sohn Ludwig in Robert Eitners Biographisch-bibliographischem Quellen-Lexikon der Musiker und Musikgelehrten (1901)

Im Jahr 1770 trat Johann Wilhelm Gehring die Nachfolge des verstorbenen Christian Gotthelf Scheinpflug als fürstlich schwarzburgischer Kapellmeister der Rudolstädter Hofkapelle an. Der Musikschriftsteller Hermann Mendel schreibt abweichend dazu in seinem 1874 erschienenen Musikalischen Conversations-Lexikon, der „ausgezeichnete Fagottvirtuose“ Gehring sei bereits 1753 Nachfolger des Hofkapellmeisters Georg Gebel geworden, und erwähnt Scheinpflug nicht.
Das Amt des Hofkapellmeisters hatte Gehring bis zu seinem Tod im Jahr 1787 inne. Zu seinen Aufgaben gehörte auch die Leitung der „Hautboisten-Bande“ (von französisch bande de hautbois), wie die höfischen Oboisten-Ensembles damals genannt wurden. Hierbei wurde er etwa ab 1780 von Hoftrompeter Johann Simon Jahn unterstützt.
Gehring schuf auch einige Kompositionen. Bei Mendel heißt es dazu: „Auch als Componist war er vortheilhaft bekannt; seine Compositionen sind jedoch Manuscript geblieben.“
Johann Wilhelm Gehring starb am 1. Februar 1787 im Alter von 65 Jahren in Rudolstadt und wurde dort am 3. Februar 1787 beerdigt. Sein Nachfolger in der Position des Hofkapellmeisters wurde der Violinist Johann August Bodinus. Die Hofkapelle bestand über die Jahrhunderte hinweg unter verschiedenen Namen weiter, heute als Thüringer Symphoniker Saalfeld-Rudolstadt.

## Nachkommen
Über Gehrings Familie ist wenig bekannt. In Rudolstadt wurde um 1762 sein Sohn Ludwig (auch „Louis“) geboren, der ein begabter Flötist war. Er ging um 1780 nach Wien und war dort Soloflötist in der Hofkapelle von Kaiser Joseph II.